# Metaparagia houstoni
Metaparagia houstoni är en stekelart som först beskrevs av Roy R. Snelling 1986.  Metaparagia houstoni ingår i släktet Metaparagia och familjen Masaridae. Inga underarter finns listade i Catalogue of Life.